# Гай Кальпурній Пізон (консул 180 року до н.е.)
Гай Кальпурній Пізон (230—180 роки до н. е.) — політичний та військовий діяч Римської республіки.

## Життєпис
Походив із впливового плебейського роду Кальпурніїв. Син Гая Кальпурнія Пізона, претора 211 року до н. е. Про молоді роки мало відомостей. У 186 році до н. е. стає претором. Як претуру отримав Дальню Іспанію. Воював у Карпетанії — спочатку зазнав поразки під Дипоном, а згодом переміг карпетан при річці Таг. При цьому виявив видатну відвагу. У 184 році до н. е. через друзів у Римі намагався домогтися визнання дальньої Іспанії замиреною провінцією та розпуску армії. Втім в цьому Пізон не досяг успіху. По поверненню отримав тріумф.
У Римі знаходився у напружених стосунках з Катоном Старшим. У 181 році до н. е. призначений триумвіром для виведення римської колонії Гравіскі в Етрурії.
У 180 році до н. е. був обраний консулом (разом з Авлом Постумієм Альбіном Луске). Як провінцію отримав Лігурію, але не встиг розпочати свою діяльність, бо був отруєний дружиною Гостилією Квартою.

## Родина
1. Дружина — Цезонія
Діти:
- Луцій Кальпурній Пізон Цезонін, консул 148 року до н. е.

2. Дружина — Гостилія Кварта
Діти:
- Квінт Кальпурній Пізон, консул 135 року до н. е.